# إليزابيث ويتني وليامز
إليزابيث ويتني وليامز (بالإنجليزية: Elizabeth Whitney Williams)‏ هي كاتِبة أمريكية، ولدت في 24 يونيو 1844 في ماكيناك أيلاند في الولايات المتحدة، وتوفيت في 23 يناير 1938 في شارليفوي في الولايات المتحدة.